# Jicchak ben Josef Jisra'eli

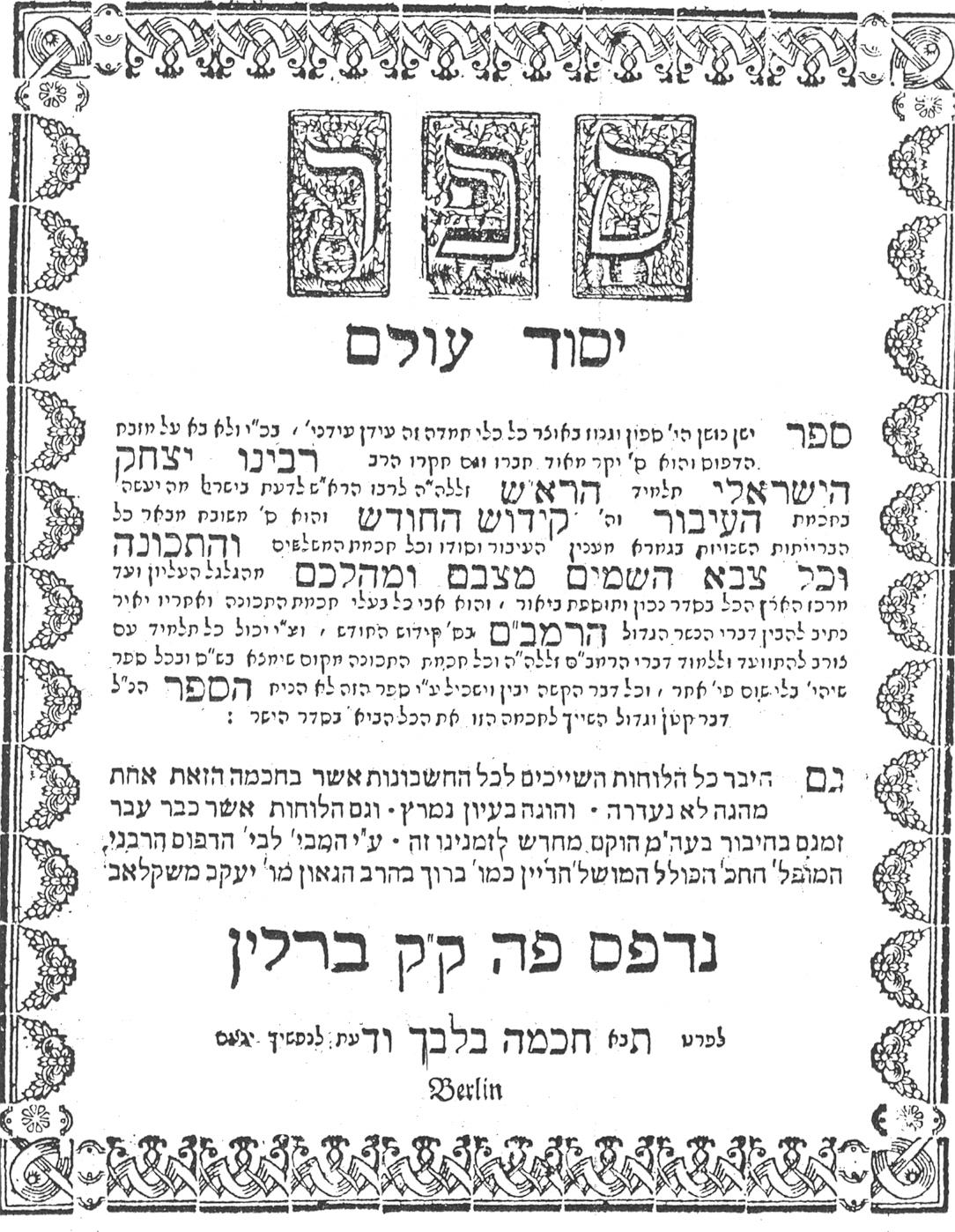
Základ světa Jicchaka Jisra'eliho, berlínská edice z roku 1777

Jicchak ben Josef Jisra'eli (hebrejsky יצחק בן יוסף ישראלי) byl židovsko-španělský astronom, působící v 1. polovině 14. století v Toledu. Proslavil se zejména svým dílem Základ světa.

## Život a dílo
Jicchak Jisra'eli studoval u Roše, na jehož žádost sepsal roku 1310 v hebrejštině astronomický spis Základ světa (hebrejsky יסוד עולם, Jesod olam), aby vysvětlil princip židovského kalendáře. V předmluvě se zabývá matematikou, geometrií a trigonometrií, jež jsou důležité pro téma samotné. Následuje popis vesmíru podle tehdy obvyklé teorie geocentrismu, pohybu Slunce a Měsíce, principy židovského a astronomického kalendáře. Základ světa byl ve své době považován za nejdůležitější spis svého druhu v hebrejštině a mnozí další autoři na něj ještě několik staletí odkazovali.
Tisku se Základ světa dočkal poprvé roku 1777 v Berlíně, ostatní spisy jako například Brána nebe (hebrejsky שער השמים, Ša'ar ha-šamajim) zůstaly dosud pouze v rukopise.